# سسک شکیل
سسک شکیل (نام علمی: Prinia gracilis) نام یک گونه از سرده سسکک است.